# Ibolyásodó tejelőgomba
Az ibolyásodó tejelőgomba (Lactarius violascens) a galambgombafélék családjába tartozó, Eurázsiában és Észak-Afrikában honos, meszes talajú lomberdőkben élő, nem ehető gombafaj. 

## Megjelenése
Az ibolyásodó tejelőgomba kalapja 3-10 cm széles, alakja fiatalon domború, később laposan kiterül, közepe bemélyed. Színe fiatalon világosszürkés, idősödve sötétbarna-okker-lila színárnyalatú lesz, koncentrikusan elhelyezkedő sötétebb foltokkal; a zónázottság inkább a széleken látszik jól. Felülete nem ragadós.  
Húsa merev, fehéresszürkés; sérülésre bő fehér tejnedvet ereszt, amely lassan, 4-5 perc alatt halványrózsásra, lilásra színeződik. Íze kissé keserű vagy enyhén csípős; szaga nem jellegzetes. 
Sűrű lemezei tönkhöz nőttek vagy kissé lefutók. Halvány krémszínűek, idősen okkeresek; sérülésre lilásodnak.
Tönkje 3-10 cm magas és 1-1,5 cm vastag. Alakja hengeres vagy lefelé vékonyodó, felülete sima. Színe fehéres.
Spórapora krémszínű. Spórája közel gömb vagy széles ellipszis alakú, tarajokkal díszített, mérete 9,2-9,6 x 7,3-7,7 μm.

### Hasonló fajok
Hasonlít hozzá a sárgáslila tejelőgomba vagy a barnáslila tejelőgomba.

## Elterjedése és termőhelye
Eurázsiában és Észak-Afrikában honos. Magyarországon ritka. 
Meszes talajú lombos erdőkben (tölgy vagy gyertyán alatt) él. Szeptembertől novemberig terem. 

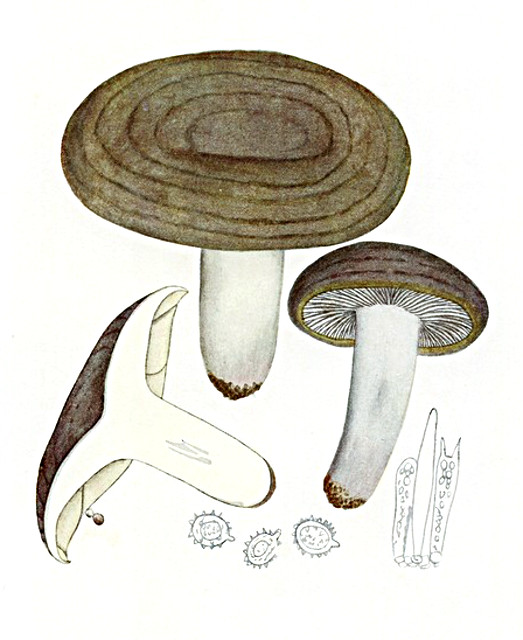
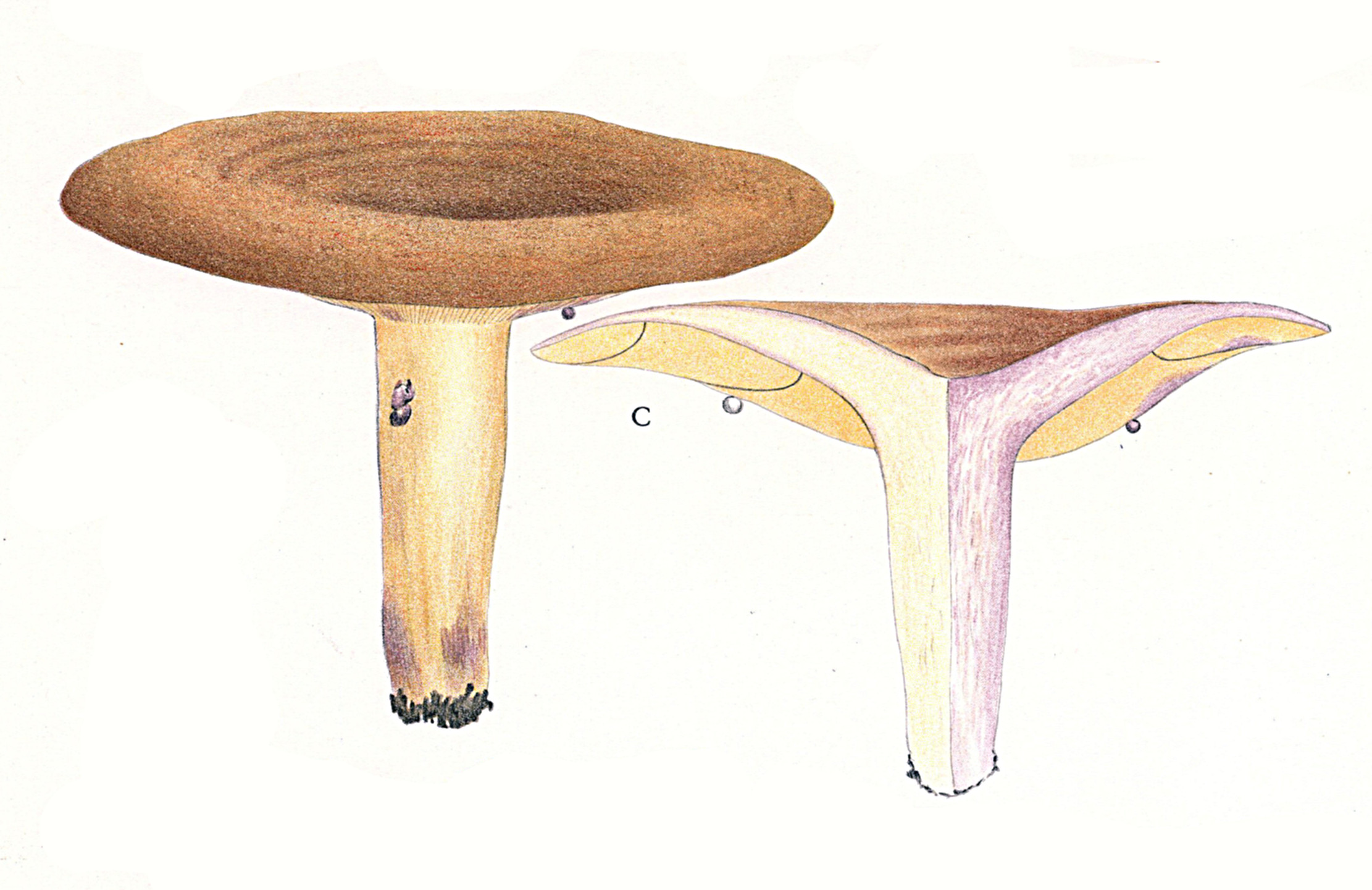
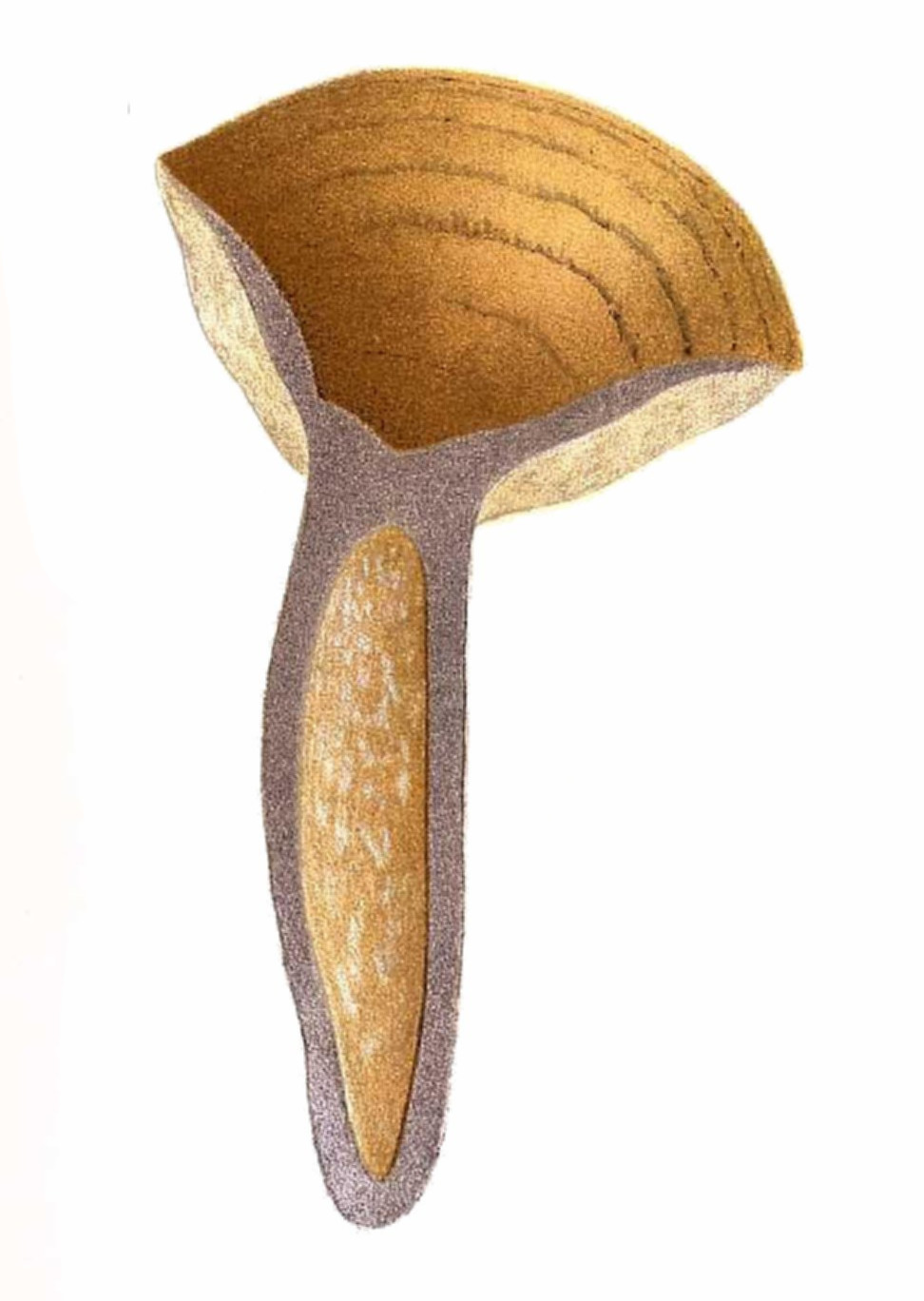

Nem ehető.